# Oostenrijkse kampioenschappen schaatsen allround
De Oostenrijkse kampioenschappen schaatsen allround is een jaarlijks verreden schaatstoernooi.

## Mannen
De kampioenschappen worden verreden over een grote vierkamp (500, 1500, 5000 en 10.000 meter).
| Seizoen | Datum            | Plaats    | Goud                 | Zilver                | Brons               |
| ------- | ---------------- | --------- | -------------------- | --------------------- | ------------------- |
| 1976    | 27/28-12-1975    | Innsbruck | Ludwig Kronfuß       | Heinz Steinberger     | Berend Schabus      |
| 1977    | 29/30-01-1977    | Innsbruck | Berend Schabus       | Wilfried Steinbrucker | Hans-Paul Kutschera |
| 1978    | 21/22-01-1978    | Innsbruck | Berend Schabus       | Wilfried Steinbrucker | Julian Hadschieff   |
| 1979    | 03/04-02-1979    | Innsbruck | Werner Jäger         | Heinz Steinberger     | Berend Schabus      |
| 1980    | 03-02-1980       | Innsbruck | Werner Jäger         | Berend Schabus        | Heinz Steinberger   |
| 1981    | 21/22-01-1981    | Innsbruck | Werner Jäger         | Heinz Steinberger     | Ferdinand Winkler   |
| 1982    | 16/17-01-1982    | Innsbruck | Werner Jäger         | Heinz Steinberger     | Michael Hadschieff  |
| 1983    | 19/20-02-1983    | Innsbruck | Werner Jäger         | Michael Hadschieff    | Christian Eminger   |
| 1984    | 21/22-12-1983    | Innsbruck | Werner Jäger         | Michael Hadschieff    | Heinz Steinberger   |
| 1985    | 22/23-12-1984    | Innsbruck | Michael Hadschieff   | Heinz Steinberger     | Werner Jäger        |
| 1986    | 21/22-12-1985    | Innsbruck | Michael Hadschieff   | Christian Eminger     | Werner Jäger        |
| 1987    | 20/21-12-1986    | Innsbruck | Michael Hadschieff   | Christian Eminger     | Werner Jäger        |
| 1988    | 19/20-12-1987    | Innsbruck | Michael Hadschieff   | Christian Eminger     | Werner Jäger        |
| 1989    | 28/29-01-1989    | Wenen     | Christian Eminger    | Hubert Kreutz         | Heinz Steinberger   |
| 1990    | 29/30-12-1989    | Innsbruck | Michael Hadschieff   | Anton Meiböck         | Hubert Kreutz       |
| 1991    | 29/30-12-1990    | Innsbruck | Michael Hadschieff   | Christian Eminger     | Zsolt Zakarias      |
| 1992    | 21/22-12-1991    | Innsbruck | Michael Hadschieff   | Zsolt Zakarias        | Hubert Kreutz       |
| 1993    | 19/20-12-1992    | Innsbruck | Christian Eminger    | Zsolt Zakarias        | Hubert Kreutz       |
| 1994    | 18/19-12-1993    | Wenen     | Michael Hadschieff   | Zsolt Zakarias        | Bernhard Laimgruber |
| 1995    | 17/18-12-1994    | Innsbruck | Christian Eminger    | Hannes Wolf           | Bernhard Laimgruber |
| 1996    | 30/31-12-1995    | Innsbruck | Christian Eminger    | Bernhard Laimgruber   | Hannes Wolf         |
| 1997    | 21/22-12-1996    | Wenen     | Stefan Lechner       | Bernhard Laimgruber   | Hannes Wolf         |
| 1998    | 31-01/01-02-1998 | Innsbruck | Stefan Lechner       | Hannes Wolf           | Ernst Falger        |
| 1999    | 19/20-12-1998    | Innsbruck | Marnix ten Kortenaar | Hannes Wolf           | Robert Solka        |
| 2000    | 26/27-12-1999    | Innsbruck | Marnix ten Kortenaar | Thomas Falger         | Robert Solka        |
| 2001    | 30/31-12-2000    | Innsbruck | Marnix ten Kortenaar | Christian Zoller      | Thomas Falger       |
| 2002    | 15/16-12-2001    | Innsbruck | Marnix ten Kortenaar | Christian Zoller      | Markus Sandbichler  |
| 2003    | 21/22-12-2002    | Innsbruck | Markus Geets         | Martin Angerer        | Robert Binna        |
| 2004    | 20/21-12-2003    | Inzell    | Christian Zoller     | Thomas Falger         | Markus Geets        |
| 2005    | 27/28-12-2004    | Innsbruck | Marnix ten Kortenaar | Thomas Falger         | Robert Binna        |
| 2006    | 07/08-01-2006    | Davos     | Christian Pichler    | Stephan Bittner       | Andreas Mayerhofer  |
| 2007    | 16/17-12-2006    | Innsbruck | Christian Pichler    | Stephan Bittner       | Robert Binna        |
| 2008    | 22/23-12-2007    | Innsbruck | Christian Pichler    | Stephan Bittner       | Martin Thaler       |
| 2009    | 20/21-12-2008    | Inzell    | Bernhard Laimgruber  | Hubert Kreutz         | Martin Thaler       |
| 2010    | 19/20-12-2009    | Innsbruck | Christian Pichler    | Bernhard Laimgruber   | Hubert Kreutz       |
| 2011    | 18/19-12-2010    | Innsbruck | Linus Heidegger      | Martin Thaler         | Manuel Vogl         |
| 2012    | 17/18-12-2011    | Innsbruck | Bram Smallenbroek    | Robert Binna          | Linus Heidegger     |
| 2013    | 22/23-12-2012    | Innsbruck | Linus Heidegger      | Robert Binna          | Hubert Kreutz       |

## Vrouwen
Hier geldt dat de kampioenschappen worden verreden over een kleine vierkamp (500, 1500, 3000 en 5000 meter). Tot en met 1985 werd minivierkamp verreden (500, 1000, 1500 en 3000 meter).
| Seizoen | Datum            | Plaats     | Goud                 | Zilver              | Brons               |
| ------- | ---------------- | ---------- | -------------------- | ------------------- | ------------------- |
| 1965    | 23/24-01-1965    | Innsbruck  | Brigitte Dima        | Sonja Kohler        |                     |
| 1967    | 14/15-01-1967    | Klagenfurt | Lydia Sokal          |                     |                     |
| 1969    | 01/02-02-1969    | Innsbruck  | Elfriede Ruiner      | Valerie Peternell   |                     |
| 1975    | 11/12-01-1975    | Innsbruck  | Carmen Kraßnitzer    | Monica Ridmann      | Sigrid Schreiber    |
| 1977    | 29/30-01-1977    | Innsbruck  | Carmen Kraßnitzer    | Ilse Prottser       | Gertraud Nikles     |
| 1978    | 21/22-01-1978    | Innsbruck  | Carmen Kraßnitzer    |                     |                     |
| 1979    | 03/04-02-1979    | Innsbruck  | Carmen Kraßnitzer    | Christine Tremmel   |                     |
| 1980    | 03-02-1980       | Innsbruck  | Christine Tremmel    |                     |                     |
| 1981    | 21/22-01-1981    | Innsbruck  | Christine Tremmel    | Andrea Strutz       | Marina Constantin   |
| 1982    | 16/17-01-1982    | Innsbruck  | Silvana Mikschik     | Bettina Nemeth      | Beatrix Winkler     |
| 1983    | 19/20-02-1983    | Innsbruck  | Silvana Mikschik     | Bettina Nemeth      | Beatrix Winkler     |
| 1984    | 21/22-12-1983    | Innsbruck  | Aneta Janson         | Bettina Nemeth      | Silvana Mikschik    |
| 1985    | 22/23-12-1984    | Innsbruck  | Aneta Janson         | Beatrix Winkler     | Andrea Leuprecht    |
| 1986    | 21/22-12-1985    | Innsbruck  | Emese Nemeth-Hunyady | Aneta Janson        | Silvana Mikschik    |
| 1987    | 20/21-12-1986    | Innsbruck  | Emese Nemeth-Hunyady | Aneta Janson        | Monika Freunthaler  |
| 1988    | 19/20-12-1987    | Innsbruck  | Emese Nemeth-Hunyady | Monika Freunthaler  | Marion Zelger       |
| 1989    | 28/29-01-1989    | Wenen      | Emese Nemeth-Hunyady | Marion Zelger       | Simone Tomann       |
| 1990    | 29/30-12-1989    | Innsbruck  | Emese Nemeth-Hunyady | Marion Zelger       | HSabine Wiedenhofer |
| 1991    | 29/30-12-1990    | Innsbruck  | Emese Hunyady        | Simone Tomann       | Marion Zelger       |
| 1992    | 21/22-12-1991    | Innsbruck  | Emese Hunyady        | Simone Tomann       | Marion Zelger       |
| 1993    | 19/20-12-1992    | Innsbruck  | Emese Hunyady        | Emese Antal         | Marion Zelger       |
| 1994    | 18/19-12-1993    | Wenen      | Emese Antal          | Simone Tomann       | Marion Zelger       |
| 1995    | 17/18-12-1994    | Innsbruck  | Emese Antal          | Natascha Parzer     |                     |
| 1996    | 30/31-12-1995    | Innsbruck  | Emese Hunyady        | Emese Antal         | Raphaela Rauter     |
| 1997    | 21/22-12-1996    | Wenen      | Emese Hunyady        | Raphaela Rauter     | Verena Tscherner    |
| 1998    | 31-01/01-02-1998 | Innsbruck  | Verena Tscherner     | Raphaela Rauter     | Brigitte Binna      |
| 1999    | 19/20-12-1998    | Innsbruck  | Emese Hunyady        | Verena Tscherner    | Raphaela Rauter     |
| 2000    | 26/27-12-1999    | Innsbruck  | Emese Hunyady        | Emese Dörfler-Antal | Verena Tscherner    |
| 2001    | 30/31-12-2000    | Innsbruck  | Emese Dörfler-Antal  | Raphaela Rauter     | Anna Rokita         |
| 2002    | 15/16-12-2001    | Innsbruck  | Kristina Heuer       | Brigitte Binna      | Silvia Schwarz      |
| 2003    | 21/22-12-2002    | Innsbruck  | Emese Dörfler-Antal  | Anna Rokita         | Brigitte Binna      |
| 2004    | 20/21-12-2003    | Inzell     | Anna Rokita          | Martina Windhager   | Brigitte Binna      |
| 2005    | 27/28-12-2004    | Innsbruck  | Anna Rokita          | Emese Dörfler-Antal | Brigitte Binna      |
| 2006    | 07/08-01-2006    | Davos      | Emese Dörfler-Antal  | Martina Windhager   |                     |
| 2007    | 16/17-12-2006    | Innsbruck  | Martina Windhager    | Sarah Feeberger     | Brigitte Binna      |
| 2008    | 22/23-12-2007    | Innsbruck  | Anna Rokita          |                     |                     |
| 2009    | 20/21-12-2008    | Inzell     | Anna Rokita          |                     |                     |
| 2010    | 19/20-12-2009    | Innsbruck  | Anna Rokita          | Vanessa Bittner     | Miriam Hager        |
| 2011    | 18/19-12-2010    | Innsbruck  | Anna Rokita          | Vanessa Bittner     | Miriam Hager        |
| 2011    | 18/19-12-2010    | Innsbruck  | Anna Rokita          | Vanessa Bittner     | Miriam Hager        |
| 2012    | 17/18-12-2011    | Innsbruck  | Anna Rokita          | Vanessa Bittner     | Miriam Hager        |
| 2013    | 22/23-12-2012    | Innsbruck  | Vanessa Bittner      | Anna Rokita         | Viola Feichtner     |

 Argentinië · 
 België · 
 Bohemen · 
 Canada · 
 China · 
 DDR · 
 Duitsland (mannen) - (vrouwen) · 
 Estland · 
 Finland · 
 Frankrijk · 
 Hongarije · 
 IJsland · 
 Italië · 
 Japan · 
 Kazachstan · 
 Mongolië · 
 Nederland (mannen) - (vrouwen) · 
 Nieuw-Zeeland ·
 Noorwegen (mannen) - (vrouwen) · 
 Oekraïne · 
 Oostenrijk · 
 Polen · 
 Roemenië · 
 Rusland · 
 Tsjechië · 
 Verenigde Staten · 
 Wit-Rusland · 
 Zuid-Korea · 
 Zweden · 
 Zwitserland